# 표희선
표희선(表希宣, 1957년 4월 14일 ~ , 서울특별시)는 주식회사 신도리코의 대표이사 사장인 대한민국의 기업인이다.

## 학력
- 서울고등학교
- 서울대학교 경제학과

## 경력
- 신도리코 수출사업부장
- 신도리코 이사, 기술연구소장
- 신도리코 상무이사
- 신도리코 전무이사
- 신도리코 대표이사 부사장
- 신도리코 대표이사 사장